# Darien (Géorgie)
Pour les articles homonymes, voir Darien.
La ville américaine de Darien est le siège du comté de McIntosh, dans l’État de Géorgie. Lors du recensement de 2000, sa population s’élevait à 1 719 habitants.
Darien a été fondée sous le nom de New Inverness.

## Démographie
| 1850 | 1860 | 1870 | 1880  | 1890  | 1900  |
| ---- | ---- | ---- | ----- | ----- | ----- |
| 550  | 570  | 547  | 1 543 | 1 491 | 1 739 |

| 1910  | 1920 | 1930 | 1940  | 1950  | 1960  |
| ----- | ---- | ---- | ----- | ----- | ----- |
| 1 391 | 823  | 937  | 1 015 | 1 380 | 1 569 |

| 1970  | 1980  | 1990  | 2000  | 2010  | - |
| ----- | ----- | ----- | ----- | ----- | - |
| 1 826 | 1 731 | 1 783 | 1 719 | 1 975 | - |

## Source
- (en) Cet article est partiellement ou en totalité issu de l’article de Wikipédia en anglais intitulé « Darien, Georgia » (voir la liste des auteurs).